# ۵۵۴ (میلادی)
۵۵۴ (میلادی) پانصد و پنجاه و چهارمین سال تقویم میلادی است.

## درگذشتگان
‎